# 外来者 (电影)
《外来者》是一部2023年马来西亚反烏托邦惊悚片，由林文祥编剧、吴乾坚执导，库曼影业（Kuman Pictures）与默默影业（Tapir Films）联合制作。电影探讨了马来西亚不同种族之间积压的仇恨一旦爆发，将会发生的可怕走向。
《外来者》是马来西亚首部众筹电影，所有资金均来自公众的集资。 导演吴乾坚认为，鉴于电影内容涉及敏感话题，电检局不会批准该电影在本地上映； 因此，团队从一开始就决定将这部电影上传到YouTube，以知识共享署名许可（CC BY）协议，提供免费观看。 影片不赚取任何广告收入，且为非营利性质。 该电影于2023年12月21日在YouTube首映。

## 故事大纲
背景设定在架空未来的马来西亚，由于发生一起名为「927事件」的交通意外，演变成严重的种族血腥冲突，最终政府发动公投并以79%同意票通过《种族隔离法》，从此各个种族决定分而治之；此时，马来亚与沙巴、砂拉越已经分离，马币严重贬值，社区实施宵禁戒严，政府实施《隔离法》进行种族隔离，并得到严格地执行，出现在居住区的异族外来者，会被治安队直接击毙；而被发现与外族接触者，会被同族视为“汉奸”、“背叛者”，也将面临25年的监禁。
电影开头讲述一家四口的华人家庭，被迫搬迁到新发配的木屋，而当地原本是马来甘榜；不久之后，他们意外遇见一名匿藏在阁楼的马来女孩，由此开展转合的剧情，电影最后呈现的是开放式结局。

## 制作花絮
2022年，库曼影业通过Indiegogo的众筹活动，总共筹集335,981令吉，作为《外来者》的电影拍摄资金。 制作团队选择众筹方式，以确保电影能够忠实于剧本，避免受到政府和商业主导的资金选择，可能对拍摄制作施加的限制。
导演吴乾坚接受采访时表示，编剧林文祥的创作灵感，其实是源自2015年真实发生的「刘蝶广场骚乱事件」。编剧因此事而格外感受到国内种族关系的脆弱，只要一不留心就有可能在某一天失控，因此而受到启发。

## 评价
该影片获得《人民邮报》和《南華早報》的普遍好评。国家电影发展局主席卡米尔奥曼（Kamil Othman）在社交网站X发表看法，认为学校应该放映这部电影，以引起大众讨论，消除根深蒂固的种族观念和偏见；惟制作团队认为其看法仅为个人意见，实属过誉，并不看好能在学校放映。